# Crast’ Agüzza
Crast’ Agüzza (czasem też Cresta Güzza) to szczyt w masywie Bernina, w Alpach Retyckich. Leży na granicy między Szwajcarią (Gryzonia), a Włochami (Lombardia). Czasem wysokość szczytu podawana jest jako 3854 m. Na północ od szczytu znajduje się lodowiec Morteratsch, a na południe lodowiec Scerscen Górny. Blisko, na północnym zachodzie leży szczyt Fuorcla Crast’ Agüzza (3601 m). 
Pierwszego wejścia, 23 lipca 1861 r., dokonali: E.S. Kennedy i J.F. Hardy, oraz przewodnicy Peter i F. Jenny i A. Flury, 23 lipca 1861. 
Wśród miejscowych szczyt znany jest jako Engadyński Matterhorn.